# Religión en Botsuana

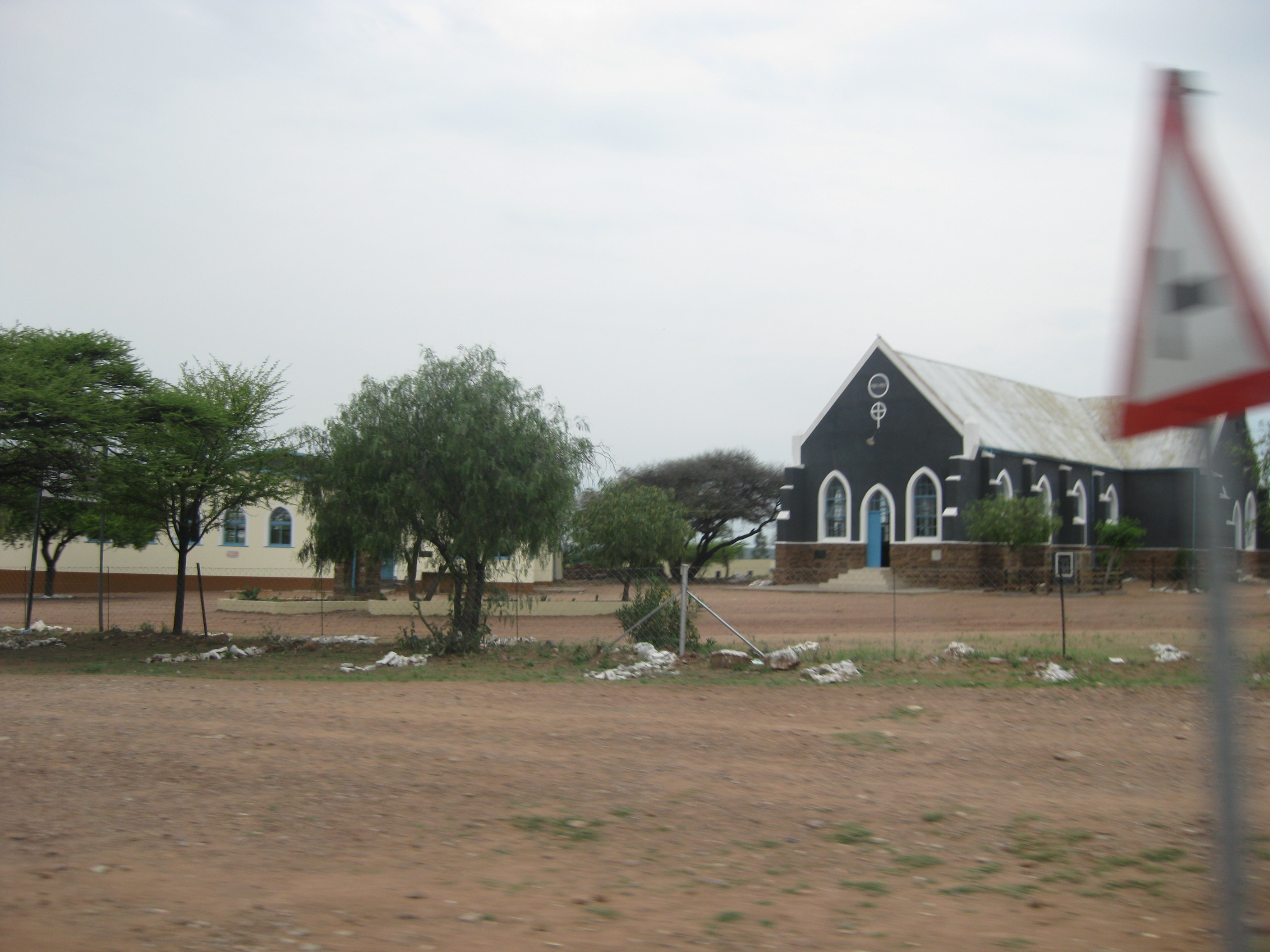
Iglesia de Botsuana

Un estimado del 70 por ciento de los ciudadanos de Botsuana se identifican como cristianos. Anglicanos, Metodistas y la Iglesia Congregacional Unida de África Austral forman la mayoría de cristianos. Hay también congregaciones de Luteranos, católicos, Bautistas, la Iglesia Reformada neerlandesa, Menonitas, La Iglesia de Jesucristo de los Santos de los Últimos Días (Mormones), Iglesia Adventista del Séptimo Día, los testigos de Jehová, la Iglesia Universal del Reino de Dios, seguidores del Branhamismo, y otros movimientos.
Según el censo de 2001, la comunidad musulmana del país, principalmente de origen sudasiático, se cuenta en más de 5.000 seguidores. El censo de 2001 también lista aproximadamente 3.000 Hindus y 700 Bahá'ís. Miembros de cada comunidad estiman que estas figuras subestiman significativamente sus respectivos números. El 6 por ciento de los ciudadanos son practicantes del Badimo, una Religión Tradicional africana. Aproximadamente 20 por ciento de los ciudadanos no sigue ninguna religión. Los servicios religiosos son bien atendidos en áreas rurales y urbanas.